# Antonio Lizana
Antonio Lizana Coca (* 1986 in San Fernando) ist ein spanischer Musiker (Alt- und Sopransaxophon und Gesang) des Flamenco Jazz.

## Leben und Wirken
Lizana kam im Alter von acht Jahren zur Musik, nachdem sein Vater ihm eine Aufnahme von Deep Purple vorspielte. Er erhielt eine klassische Musikausbildung am Konservatorium seiner Geburtsstadt. Als Prog-Rock-Fan, der im Kernland des Flamenco aufwuchs, begann er mit 14 Jahren, auch Flamenco-Acts zu begleiten. Befreundete Gitarristen machten ihn mit der Musik von Paco de Lucía und Tomatito bekannt, deren Falsetas er aufs Saxophon übertrug. Dann zog er ins Baskenland, um in San Sebastián am Centro Superior de Música del País Vasco bis 2011 die Techniken des Jazz zu studieren, obwohl ihn die Tradition des Jazz zunächst nicht interessierte. Beim Studium verliebte er sich jedoch in den Jazz und fand seine eigene Stimme (auch im wörtlichen Sinne).
Lizana veröffentlichte als Sänger und Saxophonist 2012 sein Debütalbum De Viento, dem bis 2020 drei weitere Alben unter eigenem Namen folgten; auf dem jüngsten Album Una realidad differente singt er nicht über die traditionellen Themen des Flamenco, sondern über die andere Wirklichkeit, die Menschen heute beschäftigt; Becca Stevens ist dort als Gast zu hören.
2013 lud ihn Arturo O’Farrill nach New York ein, um als Solist mit dessen Afro-Latin Jazz Orchestra Miguel Blancos Bearbeitung von Saties Gnossienne No. 3 für das mit einem Grammy ausgezeichnete Album The Offense of the Drum einzuspielen; mit zwei Gnossiennes hatte Blanco ihn zuvor bereits auf dem Album Satierismos (2011) des Afrodisian Orchestra aus Barcelona präsentiert. Zudem arbeitete er mit dem Bassisten Pablo Martín Caminero, dem Flamencosänger José Mercé, dem Schlagzeuger Guillermo McGill, dem Perkussionisten Shayan Fathi, dem Gitarristen Raimundo Amador, Alfredo Rodríguez, der Big Band de Andalucía, der Big Band de Las Palmas (unter Leitung von Francisco Blanco „Latino“), aber auch mit Miguel Ríos zusammen. 2021 war er als Solist an einer symphonischen Übertragung von Kompositionen von Chick Corea auf dem FIJazzfestival Alicante beteiligt (Ritmo). Er ist auch auf Alben von Noa Lur und von Alejandro Sanz zu hören.